# Phryganea lavrushini
Phryganea lavrushini is een fossiele soort schietmot uit de familie Phryganeidae.